# 王統元家族
王統元家族祖籍浙江寧波。是上海紡織大王之一。香港紗廠創辦人。家族活躍於香港上流社會，又是慈善家熱心公益，女兒梁王培芳曾任保良局主席，並當香港女童軍總會副會長。而前財經事務及庫務局局長馬時亨太太，王培琪是王統元姪女。

## 家族特色
- 與方振武家族有一段姻親關係——梁王培芳媳婦是陳方安生的妹妹——陸方寧生的女兒陸介琳
- 王統元、王福元的繼母李象珮為陶傑之姨婆。

## 家族成員
- 王啟宇 = 李象珮（第二任妻子）
  - 王經元
  - 王濂元
  - 王統元
    - 梁王培芳＝梁焯鏗
      - 梁振志＝陸介琳

    - 王培麗
    - 王培藷
    - 王培琪＝馬時亨
      - 馬露明
      - 馬露玲

  - 王福元

## 外部連結
- 馬時亨女兒 馬露明
- 棉紡會中學學校歷史
- 港著名紡織工業家和慈善家王培藷女士獲頒授榮譽社會科學博士學位 （页面存档备份，存于）